# New Orleans Saints
Los New Orleans Saints (en español: Santos de Nueva Orleans) son un equipo profesional de fútbol americano de los Estados Unidos con sede en Nueva Orleans, Luisiana. Compiten en la División Sur de la Conferencia Nacional de la National Football League (NFL) y disputan sus encuentros como locales en el Louisiana Superdome.
El nombre "Saints" es una alusión al día 1 de noviembre que es el Día de Todos los Santos en la fe católica, debido a que gran población de Nueva Orleans es católica, y el himno espiritual "When the Saints Go Marching In", que está fuertemente asociado con Nueva Orleans, es a menudo cantada por los aficionados en los partidos. Los colores primarios del equipo son el oro y el negro; su logotipo es una flor de lis simplificada. Jugaron sus partidos como locales en el estadio de Tulane hasta la temporada de 1974. Al año siguiente, se trasladaron al nuevo Louisiana Superdome (ahora conocido como Caesars Superdome tras el acuerdo de patrocinio con Caesars Entertainment Corporation).

## Historia

### Los inicios difíciles y sus mejores años
La vida de los New Orleans Saints es unas de las más sufridas de la liga, desde sus inicios, cuando jugaban en el Tulane Stadium. Ostentan unos logros importantes, entre los que destacan el haber llegado a la postemporada en los años 1987, 1990 y 1992, mientras que en 1991 lograron el título de la NFC Oeste (en el viejo formato). A pesar de ello, no ganaron ni un partido de playoff durante ese periodo. En sus diez primeras temporadas el equipo tuvo 10 corredores demostrando la debilidad de los runningbacks del equipo. La peor temporada de la historia del equipo fue en 1980, con un balance de 1-15. Su única victoria se consiguió, de manera apretada, ante los New York Jets por 21-20 en la semana 15. Aquel equipo se le apodaba como los "Aints", ya que de santos no tenían nada.
Los Saints poseían el récord del gol de campo más largo de la historia de la NFL. Fue anotado por Tom Dempsey a una distancia de 63 yardas a finales de los años 60, pero usando un calzado que años después sería prohibido en la NFL. Actualmente este récord fue batido por Matt Prater, pateador de los Broncos de Denver, en un encuentro contra los Tennessee Titans, con un gol de campo de 64 yardas el 8 de diciembre de 2013.
A principios de los años 80, los Saints ficharon a otro excelente kicker, el danés (que vino como estudiante de intercambio a EE. UU.) Morten Andersen. Se considera el mejor kicker de la historia del equipo y uno de los mejores de la NFL. En 1995 firmaría un contrato con los Atlanta Falcons, algo que no fue del agrado de los aficionados de Nueva Orleans.

### 1997-1999: La era de Mike Ditka
El momento más vergonzoso en la historia de los New Orleans sucedió a principios del Siglo XXI cuando Ricky Williams apareció en la portada de ESPN Magazine con un vestido de novia puesto junto con el entrenador Mike Ditka que llevaba un esmoquin puesto.
En la temporada 1999-2000, los Saints llegaron a los playoffs como campeones de la NFC Oeste, donde ganaron su primer encuentro de postemporada. Más adelante, caerían ante los Minnesota Vikings en los juegos divisionales.

### 2000-2005: La era de Jim Haslett y el desastre del huracán Katrina
En el draft del 2001 seleccionaron al running back Deuce McAllister. Al principio, los aficionados de New Orleans no estaban de acuerdo con la firma de McAllister ya que tenían a Ricky Williams. El corredor novato demostró unas grandes cualidades y los Saints acabaron traspasando a Williams a los Miami Dolphins y se quedaron con su selección del draft.
Ni la presencia del nuevo corredor, ni las contribuciones de los wide receivers Joe Horn y Donte Stallworth y el quarterback Aaron Brooks evitaron las malas marcas del conjunto de Louisiana. Fue entonces cuando llegó el que, para muchos, es el peor momento en la historia del equipo.
Durante la pretemporada de 2005 el violento huracán Katrina azotó con toda su brutalidad a los estados de Luisiana y Misisipi y sus alrededores, provocando el desastre total de esa área del sur de los Estados Unidos cerca del golfo de México, lo cual obligó a los Saints a buscar una sede temporal, ya que en esos momentos Nueva Orleans era inhabitable. Los Saints se tuvieron que establecer en San Antonio, Texas, aunque varios partidos los disputaron en Baton Rouge, la capital del estado de Luisiana (afortunadamente no fue afectada por el huracán.) Pero debido a los problemas que tenían, los Saints sólo lograron una marca de 3-13 sufriendo en la mayoría de sus partidos, llegando un momento donde tuvieron que jugar un partido de local en el Giants Stadium, Nueva Jersey. El problema fue que en ese partido tuvieron que jugar contra el equipo dueño del estadio, los New York Giants, aunque con la suerte de que salieron ganando los Saints.
Lo Saints estuvieron a punto de irse para siempre de Nueva Orleans y terminar en Los Ángeles, intención del dueño del equipo Tom Benson, objetivo que la NFL evitó mientras los Saints eran masacrados en los estadios de AlamoDome de San Antonio, y Tigers Stadium de Baton Rouge que fueron los otros estadios donde jugaron de locales.

### 2006-2022: La era Dorada de Brees y Payton
Los Saints ficharon en el draft del 2006 a Reggie Bush, la segunda selección general del Draft, quien al principio no tuvo gran impacto en el equipo, pero sumado a otros refuerzos como el quarterback Drew Brees y el Head Coach Sean Payton, los Saints hicieron historia al regresar a playoffs por primera vez desde la temporada 2000, cuando perdieron con los Washington Redskins. Los Saints empezaron su victoriosa temporada cuando vencieron a los Cleveland Browns de visitantes para luego en la 3.ª semana volver después de un año a jugar en el Superdome donde vencieron a los Atlanta Falcons en un estadio colmado de aficionados emocionados por la vuelta de su equipo. No solo regresaron a playoffs, sino que además consiguieron ganar la división sur de la NFC, después vencieron en el Superdome a los Philadelphia Eagles. Luego disputaron el campeonato de dicha conferencia, pero perdiendo en calidad de visitantes ante los Chicago Bears. Lo curioso de todo es que en el draft de aquella temporada seleccionaron al WR Marques Colston quién estaba en los últimos lugares hasta casi llegar al punto de "irrelevante", pero el jugador proveniente de la Universidad de Hoftra acalló las críticas y fue una de las mejores armas de los Saints llegando hasta incluso pelear por ser novato del año. Pero lo más importante es que este equipo le devolvió la fe y la alegría a su público que tanto ha sufrido desde el desastre de Katrina.
Lograron durante la temporada 2009-2010 la que hasta ese momento fue la mejor campaña en la historia de la franquicia, consiguiendo una marca de 13-3 manteniéndose invictos por 13 semanas, lo que les valió ser el mejor equipo de la NFC, y por lo cual recibieron todos los juegos de postemporada en casa. Venciendo a los Arizona Cardinals 45-14 y después 31-28 en un emocionante partido con prórroga incluida a los Minnesota Vikings, quienes eran comandados por el veterano Brett Favre. Con esta victoria obtuvieron su pase a la edición XLIV del Super Bowl frente a los Indianapolis Colts. Los Saints lograron vencer en tiempo reglamentario a los Indianapolis Colts 31-17, remontando el marcador tras haber estado perdiendo 10-0 en el primer cuarto. Al finalizar el encuentro, su entrenador Sean Payton recibió por primera vez para el equipo el trofeo Vince Lombardi y el quarterback Drew Brees fue nombrado MVP. La emisión del Super Bowl XLIV se realizó el 7 de febrero de 2010 en el Sun Life Stadium (antes Dolphin Stadium) de Miami Florida.
En 2010 los campeones defensores no pudieron revalidar su título, siendo eliminado por Seattle Seahawks
En los playoffs de la temporada 2011-12 los Saints se enfrentaron a los San Francisco 49ers en el Clandestick Park en un emocionante partido que perdieron 36-32, este partido los hizo continuar con su racha de ningún partido ganado en postemporada de visitante.
En la temporada 2012 los saints tenían la oportunidad de jugar el super bowl en su casa, sin embargo al principio de la temporada los saints se metieron en problemas por un sistema dentro del equipo llamada Bounty Scandal donde jugadores de los saints apostaban a lesionar jugadores del equipo contrario y el que lo lograra ganaba dinero o premios. Tras esto algunos jugadores de los Saints y su Head Coach Sean Payton fueron suspendidos (el tiempo de suspensión varió, en el caso del entrenador Payton fue suspendido por toda una temporada. Esas suspensiones causaron una mala actuación entre el equipo que terminó 7-9.
Después de varias temporadas de 7-9. En 2017 Los saints realizaron uno de los mejores Drafts en la historia de la NFL, un grupo en el cual se ficharon jugadores como: Marshon Lattimore, Ryan Ramcyck, Marcus Williams, Alex Anzalone, Alvin Kamara, Trey Hendrikson. Y lograron clasificar a los playoffs con marca de 11-5 y ganando la división. Fueron eliminados por los Minnesota Vikings en un emocionante partido, en la cual ocurrió el Minneapolis Miracle y dejó afuera a los Saints de una manera dramática. En 2018 terminaron como los N.º 1 de la conferencia Nacional y ganaron su división con un récord de 13-3, con buenos números de su QB (Brees), RB (Kamara) y WR (Michael Thomas) y otras adiciones como el LB Demario Davis. Llegaron al Campeonato de la NFC, compitiendo por un pase por el Súper Bowl, fueron eliminados de forma abrupta con una de las decisiones más polémicas e injustas en la historia de la NFL, el llamado "NO-CALL" donde una interferencia de pase no marcada a los Saints los obligó a patear un gol de Campo, y que permitió a los Rams empatar y finalmente ganar el partido.
Después de esta polémica, los saints fueron a los playoffs los dos años siguientes, 2019 y 2020, ganando su división pero siendo eliminados en playoffs. Después de estos dos años, Drew Brees decidió retirarse para la temporada 2021 y Jameis Winston se quedó como el QB titular.
Para 2021 los saints pelearon fuertemente, y después de un inicio de 5-2 con Winston y Sean Peyton. Las lesiones empezaron a debilitar el equipo, entre ellos Jameis Winston quién se rompió el ligamento cruzado y se quedó fuera el resto de la temporada. Después de iniciar 55 jugadores diferentes en toda la temporada los New Orleans Saints terminaron con una marca ganadora de 9-8 pero sin clasificar a los playoffs. Este fue uno de los mejores trabajos de coacheo que realizó Sean Peyton en su carrera como entrenador. Sin embargo decidió retirarse por cuestiones personales. Dejando a los Saints sin Head Coach y con 2 de sus QB´s siendo agentes libres para la siguiente campaña.

## Estadio

### Antiguos terrenos de juego
- Tulane Stadium.
- Tiger Stadium.
- Alamodome.
- Giants Stadium.
- TIAA Bank Field. Debido a los efectos del Huracán Ida, los Saints disputaron su primer partido como locales de la temporada 2021 en el TIAA Bank Field, el estadio de los Jacksonville Jaguars. Los Saints vencieron por 38-3 a los Green Bay Packers.

## Jugadores

### Números retirados
| Números retirados de New Orleans Saints |             |        |         |
| Núm.                                    | Jugador     | Posic. | Temp.   |
| 31                                      | Jim Taylor  | FB     | 1967    |
| 81                                      | Doug Atkins | DE     | 1967–69 |

### Salón de la Fama
| Salón de la Fama de New Orleans Saints |                |                 |              |           |
| Núm.                                   | Nombre         | Posición        | Temporada(s) | Inducción |
| –                                      | Tom Fears      | Entrenador      | 1967–70      | 1970      |
| 31                                     | Jim Taylor     | Fullback        | 1967         | 1976      |
| 81                                     | Doug Atkins    | Defensive end   | 1967–69      | 1982      |
| –                                      | Mike Ditka     | Entrenador      | 1997–99      | 1988      |
| 35                                     | Earl Campbell  | Running back    | 1984–85      | 1991      |
| –                                      | Ramon Romero   | Gerente general | 1986–93      | 1995      |
| –                                      | Hank Stram     | Entrenador      | 1976–77      | 2003      |
| 57                                     | Rickey Jackson | Linebacker      | 1981–93      | 2010      |
| 77                                     | Willie Roaf    | Tackle ofensivo | 1993–01      | 2012      |
| –                                      | Dick Stanfel   | Entrenador      | 1980         | 2016      |
| 16                                     | Ken Stabler    | Quarterback     | 1982–84      | 2016      |